# Pageti
Pageti je bila egipatska princeza 4. dinastije, kćer krunskog princa Nefermaata i njegove žene Itet, te unuka faraona Snofrua. Prikazana je kao djevojčica u grobnici svojih roditelja u Meidumu.